# Lobos Callejeros
Lobos Callejeros o Mafia K1 es el nombre dado a un grupo organizado delictivo juvenil, presente en la provincia de Lérida (España) al menos desde mediados de 2014.

## Características
Empezó a ser investigada en el verano de 2014. Integrada mayormente por menores de origen magrebí, la banda contaba también con algunos adultos jóvenes entre sus miembros, imitando la estructura de las bandas latinas como los Ñetas o los Latin Kings. Entre las acciones legales emprendidas contra el grupo, al que se responsabiliza de numerosos delitos, se encuentran numerosas detenciones, siendo principalmente los arrestados menores adolescentes.